# Zemërimi i një nate
One Night's Anger (em português: A fúria da noite) foi a canção representou a Albânia, no Festival Eurovisão da Canção 2014 em Copenhaga, capital da Dinamarca.
Foi a décima-sexta canção a ser interpretada, na 1ª semifinal a seguir a canção da Islândia "No Prejudice" e antes da canção da Rússia "Shine". Terminou a competição em 15.º lugar com 22 pontos, não conseguindo passar à final.